# Leslie Foldy
Leslie Lawrance Foldy (Sabinov, 1919 – Cleveland, 2001) foi um físico teórico que fez contribuições para a física da matéria condensada e a mecânica quântica.